# Kjeld Kirk Kristiansen
Kjeld Kirk Kristiansen (27 de diciembre de 1947) ha sido el presidente y director ejecutivo de la empresa Lego desde 1979 hasta el 2004. Ha tenido 3 hijos.

## Biografía

### Juventud
Kjeld Kirk Kristiansen nació el 27 de diciembre de 1947, hijo de Godtfred Kirk Christiansen que estuvo en cargo de la empresa Lego y nieto del fundador del fabricante de juguetes danés Lego. Su nombre y apellidos empiezan con K porque el sacerdote se equivocó al cumplimentar la partida de nacimiento. 
Kjeld estudió en la Escuela de Negocios de Aarhus, Instituto Internacional para la Gestión y el Desarrollo y es un Máster en Administración de negocios.

### Entrada y salida en la empresa
En 1970 Kjeld introdujo el concepto de "sistema dentro del sistema" que daría lugar a novedades temáticas: piratas, vaqueros, astronautas, castillos, etc. En el año 1979 Kjeld entró al Grupo LEGO como presidente y director ejecutivo. Uno de sus principales objetivos fue explotar el potencial de ventas de la empresa a nivel internacional. En 2004 cedió la presidencia de la empresa a Jørgen Vig Knudstorp para concentrarse en sus otros roles directivos dentro del grupo. En 2012 la revista Forbes lo citó como la persona más rica de Dinamarca con una fortuna de US$6 mil millones.

## Premios
Kjeld ha ganado varios premios en su vida como profesional.
- Caballero de Dinamarca, de la Orden Danesa
- Premio del fundador de Dean Kamen
- En el 2008 fue incluido en el Salón de la fama del Juguete.

Anteriormente su abuelo Ole Kirk Christiansen había sido incluido en 1989 por la fundación de la empresa Lego